# Kommunalret
Kommunalret er den forvaltningsretlige disciplin, som beskæftiger sig med reglerne om kommunernes styrelse, de kommunale opgaver, og tilsynet med kommunerne. Hertil kommer regler for kommunernes økonomi samt kommunalbestyrelsens ansvar og forpligtelser samt regler for kommunernes organisation i udvalg mv. Af kommunalbestyrelsens ansvar og pligter følger, at "kommunen er erstatningsansvarlig, hvis kommunalbestyrelsen handler ansvarspådragende i sin myndighedsforvaltning."
Til kommunernes organisation hører både de politiske valgte, så som borgmester, udvalgsformænd og kommunalbestyrelsesmedlemmer; samt lederne af den kommunale forvaltning: Kommunaldirektør, afdelingsleder, kontorchefer og fuldmægtige.

## Kommunale samarbejder og fællesskaber
Kommunalret omfatter også regulering af kommuners mulighed for at etablere kommunale fællesskaber, jf. kommunestyringsloven §§ 60 - 60a. Et kommunalt samarbejde kan fx omfatte it-løsninger eller sundhed. Tre nordvestjyske kommuner, Holstebro, Lemvig og Struer, samarbejder om drift af Ungdommens Uddannelsesvejledning. De fire sønderjyske kommuner har også etableret et samarbejde om at sikre bl.a. energi og vækstmuligheder i grænseområdet. De ni fynske kommuner samarbejder om vækst og udvikling.
Det er omdiskuteret, om kommunalret omfatter Kommunernes Landsforening (KL).

## Kommunalretlige retskilder
Der findes flere retskilder (love mv.), som regulerer kommuners styring. Blandt de vigtigste retskilder om kommuners styring er Grundlovens § 82, der fastlægger det kommunale selvstyre og statens pligt til at føre tilsyn med kommunerne. Den almindelige lov, kommunestyringsloven (KSTL), er mere detaljeret. En del af det kommunale tilsyn varetages af Ankestyrelsen, jf. KSTL kapitel VI, eller af indenrigsministeren, jf. KSTL kapitel VII. Hertil kommer kommunalfuldmagten, som er en uskreven retsgrundsætning.
Desuden findes flere specielle love, så som Lov om kommuners og regioners anvendelse af fast ejendom og løsøre til brug for reklamering for andre samt Lov om kommuners og regioners udførelse af opgaver for andre offentlige myndigheder og kommuners og regioners deltagelse i selskaber.

## Klagemuligheder o. lign.
En kommunalretlig afgørelse rummer typisk en klagefrist; det er selvsagt væsentligt at overholde den nævnte klagefrist.
Der findes fire muligheder for at klage (administrativ rekurs) over en kommunalretlig afgørelse. Som årsag til at klage vil typisk være, at en part i sagen mener at have bevis for, at garantiforskrift(er) ikke er overholdt i sagsbehandlingen. Parten kan blot være uenig i afgørelsen eller utilfreds med afgørelsen.
1) Først er det muligt at klage til Folketingets Ombudsmand; se ombudsmandsloven § 7.
2) For det andet er Ankestyrelsen både tilsynsmyndighed og klageinstans. "Ankestyrelsen er klageinstans for administrative afgørelser, i det omfang det fastsættes ved lov." Se  Lov om retssikkerhed og administration på det sociale område § 50.
3) For det tredje er det muligt at klage til borgmesteren; for borgmesteren er kommunalbestyrelsens formand (KSTL § 3, stk. 3), og dermed er borgmesteren den øverste ansvarlige for kommunens styrelse. Denne type klage kaldes populært en borgmesterklage. Se Lov om retssikkerhed og administration på det sociale område § 60, stk. 3; sammenholdt med KSTL § 31, stk. 3.
4) For det fjerde gælder en grundlovssikret ret at indbringe afgørelsen for domstole, jf. Grundloven § 63, stk. 1. Det er typisk muligt at indbringe afgørelsen for to domstole, oftest byret og Landsretten; jf. to-instans-princippet. For at kunne indbringe en afgørelse for en domstol er det et krav, at have en aktuel, individuel, retlig interesse i sagen, hvilket en part pr. definion har. Ofte vil det være et krav, at eventuel mulighed for at klage til Ankestyrelsen skal være udtømt først.
Denne mulighed ligner klagemulighed
- Selvom det er muligt at henvende sig til journalister, aviser, pressen mv., så der denne mulighed ikke omfattet af kategorien klagemuligheder.[41]
- Det er dog ikke muligt at klage over en afgørelse til indenrigsministeren pga. det grundlovsfæstede kommunale selvstyre i Grundloven § 82.[42][43] Heraf følger, at en minister ikke har kompetence til at ændre en kommunalretlig afgørelse.